# هال فاغنر
هال فاغنر (بالإنجليزية: Hal Wagner) هو لاعب كرة قاعدة أمريكي، ولد في 2 يوليو 1915 في East Riverton, New Jersey ‏ في الولايات المتحدة، وتوفي في 19 أبريل 1979 في Riverside Township, New Jersey ‏ في الولايات المتحدة.

## وصلات خارجية
- هال فاغنر على موقعبيزبول رفرنس.كوم (الدوري الرئيسي) (الإنجليزية)
- هال فاغنر على موقعبيزبول رفرنس.كوم (الدوري الثانوي) (الإنجليزية)